# Royaume des Rhinns
Le Royaume des Rhinns ou  Na Renna, était une seigneurie Gall Gàidheal qui apparaît dans les sources du XIe siècle.
Les Rhins de Galloway (en) (gaélique écossais : Na Rannaibh) sont une province de l'Écosse médiévale, comprise avec les Farines (en), dans le futur Wigtownshire. Le Martyrologe d'Óengus fournit des indications sur l'étendue du territoire de ce royaume au XIe siècle, avec Dún Reichet (Dunragit) et Futerna (Whithorn) qui sont inclus dans le royaume, ce qui implique qu'il couvre la totalité de l'actuel Wigtownshire.

## Liste des souverains connus
Trois souverains sont explicitement désignés dans le sources comme ayant régné sur ce royaume:
| Dates        | Noms                                        | Titres | Notes |
| ------------ | ------------------------------------------- | --- | --- |
| mort en 1034 | Amlaíb mac Sitriuc (Óláf Sigtryggsson)      | Ce n'est pas le seul royaume que contrôle Óláf il est réputé selon la Vie de Gruffudd ap Cynan avoir régné sur « Dublin, Man, Galloway, les Rhinns, Anglesey et le Gwynedd ». | Fils de Sigtryggr Silkiskegg. Sa fille Ragnaillt épouse Cynan ap Iago et est la mère de Gruffudd ap Cynan. |
| mort en 1065 | Echmarcach mac Ragnaill (Margad Ragnaldson) | rex innarenn | Antérieurement roi de Dublin et roi de Man; lors de sa mort il est certainement "Roi des Rhinns".          |
| mort en 1093 | Macc Congail                                | rí na Rend | Uniquement connu par son obituaire. Fils putatif de Fingal Godfredson.                                     |